# Cydia plicatum
Cydia plicatum là một loài bướm đêm thuộc họ Tortricidae. Nó là loài đặc hữu của Maui và Hawaii.
Ấu trùng ăn the seeds of Sophora chrysophylla.